# Ammán
Ammán (másképp: Amman; arabul: عمان) Jordánia fővárosa. A világ egyik legrégebbi, folyamatosan lakott városa, Jordánia közigazgatási és kereskedelmi központja. Egy 2011-es becslés szerint lakosainak száma 2 980 500. A népesség, és ennek köszönhetően a város területe folyamatosan nő.

## Története
A mai Ammán területe már az újkőkorszakban, időszámításunk előtt nagyjából 8500-ban lakott volt.
Az első írásos dokumentumok Kr.e. 1200-ban Rabbath-Ammon néven említik, mint az ammonita királyság fővárosát. 
Fénykorát Traianus római császár idején, Philadelphia (Filadelfia) néven élte, amikor az Arabia provincia része volt. Ebből a korból megmaradt a fórum és a színház. Ebben az időben része volt Tíz Város nevű szövetségnek. 
A 8. században az Abbászida Kalifátus része lett. 
1949 óta a független Jordánia fővárosa.

## Földrajza
Ammán Jordánia északnyugati dombos területéin fekszik, 38 kilométerre a Jordán folyótól, az Arab-félsziget sivatagos területeinek peremén. A város eredetileg hét dombra épült, de területe jelenleg tizenkilenc dombot foglal magába. A város fő tartományai ezen hegyek alapján nyerték el nevüket.

### Éghajlata
Mivel a város egy 750 méter magas fennsíkon helyezkedik el, időjárása másképpen alakul, mint a környező régiókban. A nyári évszakot általában 28-35 °C, alacsony páratartalom és gyakori légmozgás jellemzi, ezekben a hónapokban igen kevés a csapadék. A téli hőmérséklet jellemzően fagypont körüli, évente néhány alkalommal hó esik.
| Hónap                                                            | Jan. | Feb. | Már. | Ápr. | Máj. | Jún. | Júl. | Aug. | Szep. | Okt. | Nov. | Dec. | Év   |
| ---------------------------------------------------------------- | ---- | ---- | ---- | ---- | ---- | ---- | ---- | ---- | ----- | ---- | ---- | ---- | ---- |
| Átlagos max. hőmérséklet (°C)                                    | 12,3 | 13,7 | 17,2 | 22,6 | 27,8 | 30,8 | 32,0 | 32,4 | 30,7  | 27,1 | 20,4 | 14,4 | 23,5 |
| Átlagos min. hőmérséklet (°C)                                    | 3,6  | 4,2  | 6,1  | 9,5  | 13,5 | 16,6 | 18,5 | 18,6 | 16,6  | 13,8 | 9,3  | 5,2  | 11,3 |
| Átl. csapadékmennyiség (mm)                                      | 63   | 61   | 43   | 13   | 3    | 0    | 0    | 0    | 0     | 6    | 28   | 49   | 266  |
| Havi napsütéses órák száma                                       | 179  | 182  | 226  | 266  | 328  | 369  | 387  | 365  | 312   | 275  | 225  | 179  | 3293 |
| Forrás: World Meteorological Organization, Hong Kong Observatory |      |      |      |      |      |      |      |      |       |      |      |      |      |

## Közigazgatás

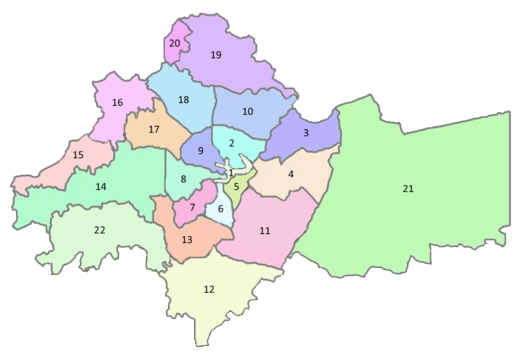
Ammán kerületei

A város kerületei:
| No. | Kerület            | Terület (km2) | Lakosság (2004) |
| --- | ------------------ | ------------- | --------------- |
| 1   | Al-Madinah         | 3.1           | 38,465          |
| 2   | Basman             | 13.4          | 223,816         |
| 3   | Marka              | 23            | 99,818          |
| 4   | Al-Nasr            | 28.4          | 150,000         |
| 5   | Al-Yarmouk         | 5.5           | 207,866         |
| 6   | Ras Al-Ein         | 0.68          | 118,232         |
| 7   | Bader              | 0.01          | 250,000         |
| 8   | Zahran             | 13.8          | 60,000          |
| 9   | Al-Abdali          | 15            | 120,000         |
| 10  | Tareq              | 25            | 100,000         |
| 11  | Qweismeh           | 45.9          | 156,781         |
| 12  | Kherbet Al-Souk    | 0.5           | 100,000         |
| 13  | Al-Mgablein        | 23            | 60,000          |
| 14  | Wadi Al-Seer       | 80            | 136,000         |
| 15  | Badr Al-Jadeedah   | 19            | 15,000          |
| 16  | Sweileh            | 20            | 69,400          |
| 17  | Tla' Al-Ali        | 19.8          | 129,812         |
| 18  | Jubeiha            | 25.9          | 71,828          |
| 19  | Shafa Badran       | 45            | 35,000          |
| 20  | Abu Nseir          | 50            | 50,000          |
| 21  | Uhod               | 250           | 40,000          |
| 22  | Al-Jeezah          | 558           | 57,000          |
| 23  | Sahab              | 12            | 60,000          |
| 24  | Al-Muwaqqar        | 250           | 60,000          |
| 25  | Husban Al-Jadeedah | 55            | 30,000          |
| 26  | Na'our             | 87            | 50,000          |
| 27  | Marj Al-Hamam      | 53            | 50,000          |

## A város szülöttei
- II. Abdullah király